# Puppenmuseum Coburg

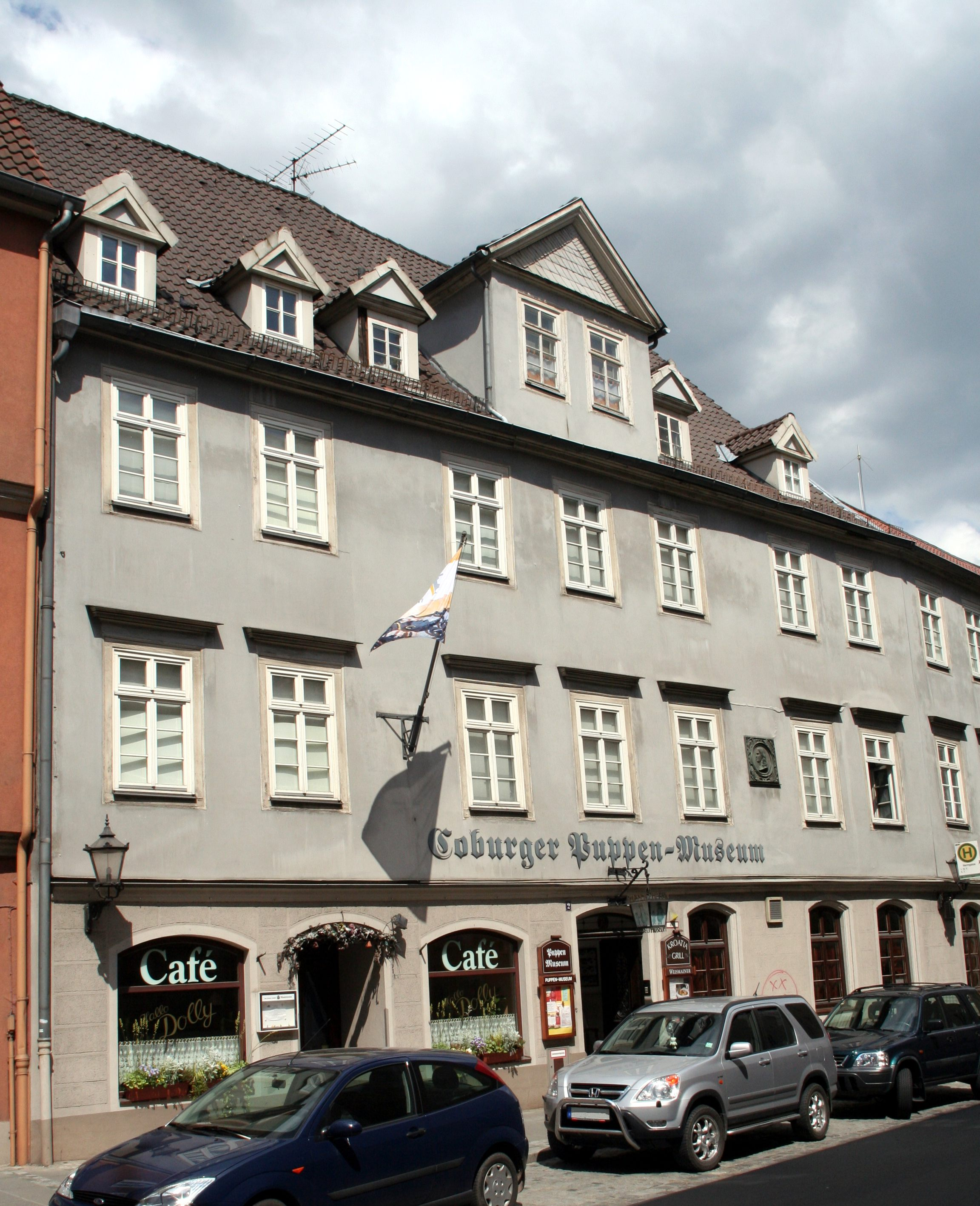
Das – denkmalgeschützte – Gebäude Rückertstraße 2 mit der Aufschrift Coburger Puppen-Museum

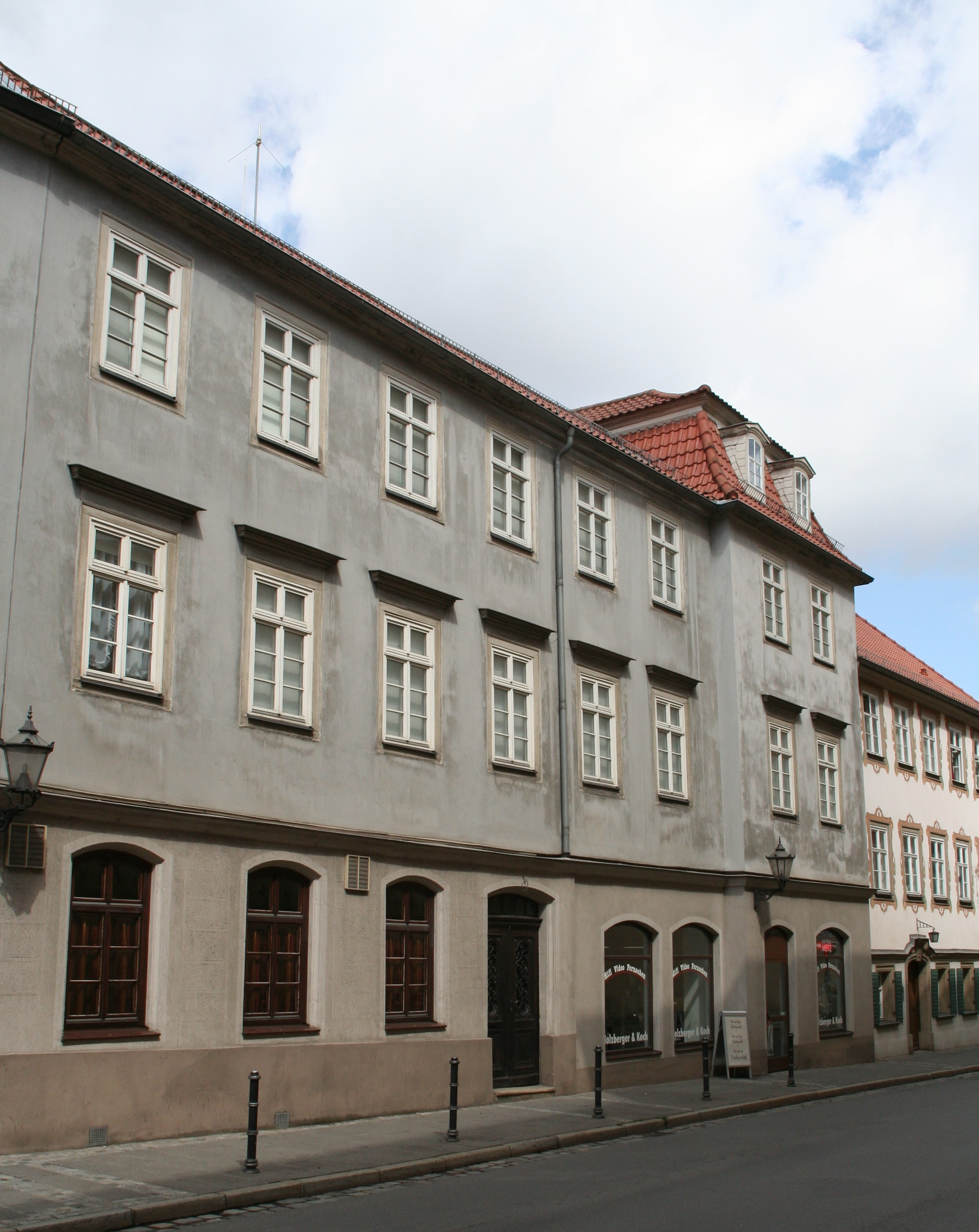
Rückertstraße 3

Das Coburger Puppenmuseum oder Puppen-Museum Coburg war ein Puppen- und Spielzeug-Museum in der oberfränkischen Stadt Coburg in Bayern.

## Geschichte
Das Museum befand sich in der Coburger Altstadt in 33 Räumen des unter Denkmalschutz stehenden Wohn- und Geschäftshauses Rückertstraße 2–3 aus dem 18./19. Jahrhundert, dessen Ursprung auf eine Klosteranlage aus dem 15. Jahrhundert zurückgeht. Namensgebend war der Dichter Friedrich Rückert, der von 1820 bis 1826 in einer kleinen Erkerwohnung des Hauses wohnte, in dem er auch seine spätere Frau Luise Wiethaus-Fischer kennenlernte. In der Dachstube, die heute vom Museum als Depot genutzt wird, kamen auch ihre ersten Kinder zur Welt.
Im Juli 1987 wurde das Museum von Carin und Hans Lossnitzer mit ihrer privaten Sammlung und von ihr selbst geschaffenen Puppen als Grundstock eröffnet. Als Puppenkünstlerin wurde sie 1991 mit dem „Doty-Award“, die höchste Auszeichnung für Puppenkunst in Amerika, und im Jahr 2008 mit dem „Max-Oscar-Arnold-Preis“ für ihr Lebenswerk ausgezeichnet. Das Museum hatte damals rund 1000 Puppen mit Zubehör, gut 50 Puppenstuben und Puppenhäuser. Mit dem Kauf übernahm am 1. Mai 2007 die Stadt Coburg die Trägerschaft des Museums, das sich in den folgenden Jahren zum wissenschaftlich geführten Museum entwickelte. Ein Depot entstand im 3. Obergeschoss, ein Raum für Museumspädagogik wurde eingerichtet.
Nach einem Brand in der Coburger Innenstadt im Mai 2012 mussten die durch Glutnester und Löschwasser verursachten Schäden am  Gebäude behoben werden. Die Exponate konnten rechtzeitig evakuiert werden. Im Zuge der Sanierung wurde die Ausstellung neu konzipiert und das Museum abschnittsweise wieder geöffnet, bis ab Mai 2015 die gesamte Ausstellungsfläche wieder zugänglich wurde. Im November 2022 beschloss der Coburger Stadtrat, das Puppenmuseum zum 31. Dezember 2022 zu schließen. Gründe dafür waren unter anderem ein stark gesunkenes Besucherinteresse und die Tatsache, dass es im Haus keinen größeren Raum gibt, an dem sich etwa eine Schulklasse hätte versammeln können.

## Die Sammlung
Die Sammlung umfasst über 1000 historische Puppen, Puppenhäuser und Puppenaccessoires aus den Jahren 1800 bis 1960 aus Europa. Zwei Drittel der Puppen stammen aus der Spielzeugregion Nordfranken-Südthüringen. Für die Sammlung soll in der Region ein neues barrierefreies Ausstellungsgebäude gefunden werden.
In verschiedenen Abteilungen des Museums wurde die Kindererziehung im Bürgertum des 19. Jahrhunderts anhand von Spielzeug dargestellt, die Entwicklung von der Charakterpuppe zur heutigen Spielpuppe sowie Materialien und Hersteller der Region zwischen Coburg und Gotha gezeigt. Neben Besonderheiten wie Miniaturporzellan, Teepuppen, Spielzeugeisenbahnen, Puppenküchen mit funktionsfähigen Esbit-Herden, Puppenautomaten, Aufziehspielzeug und Künstlerpuppen der Museumsgründerin wurden auch historische Puppen und Marotten der Pariser Firma Gaultier, Puppen von Schildkröt, Käthe Kruse, Kämmer & Reinhardt und Hausser gezeigt. Die ehemals ausgestellte Mannequinpuppe „Lilli“ aus den Jahren 1955–1964 der Firmen Hausser und 3-M-Puppen ist das Vorbild der Barbie-Puppe. Insgesamt beherbergte das Museum 4600 Objekte (Stand 2017). Im Mai 2024 wurde der größte Teil der Bestände in der Kulturfabrik im Stadtteil Cortendorf zwischengelagert. Die ehemalige Museumsleiterin ist an das Spielzeugmuseum in Sonneberg gewechselt, und die Stadt selbst hat nun keine Museumspädagogen mehr, die das Inventar fachgerecht aufbereiten und präsentieren könnten.